# Giải Kim Phượng
Giải Kim Phượng hay Giải thưởng Hội học thuật Nghệ thuật biểu diễn Điện ảnh Trung Quốc, là giải thưởng của Trung Quốc trong lĩnh vực Điện ảnh tương đương với Giải thưởng của Nghiệp đoàn Diễn viên Màn ảnh, là một giải thưởng diễn ra hai năm một lần được Ban tuyên truyền Trung ương Đảng Trung Quốc và Tổng cục nghệ thuật Điện ảnh và Truyền hình Trung Quốc phê duyệt, do Hội học thuật Nghệ thuật biểu diễn Điện ảnh Trung Quốc trao tặng. Năm 1987, lễ trao giải lần đầu tiên được tổ chức tại Quảng Châu .
Cúp hình phượng hoàng do họa sĩ Hàn Mĩ Lâm thiết kế .

## Hạng mục
Giải học thuật (表演学会奖)
Giải vinh dự đặc biệt (评委会特别奖)
Giải diễn viên mới (新人奖)
Giải cống hiến (特别荣誉奖)
Giải thành tựu trọn đời (终身成就奖)